# Охта (река, впадает в Пистаярви)
Охта — река в России, протекает по территории Кестеньгского сельского поселения Лоухского района и Луусалмского сельского поселения Калевальского района Республики Карелии. Длина реки — 37 км, площадь водосборного бассейна — 356 км².
Река берёт начало из озера Тироярви на высоте 193,5 м над уровнем моря.
На своём пути Охта протекает через цепочку озёр Тироярви (с притоком из озера Большого Куркиярви) → Петроярви → Еутсоярви → Охтанъярви (с притоками из озёр Мальвиайнен и Каллиоярви) → Пистаярви.
Река в общей сложности имеет 60 притоков суммарной длиной 85 км.
Втекает на высоте 164,5 м над уровнем моря в озеро Пистаярви, через которое протекает река Писта, впадающая в озеро Верхнее Куйто.
Населённые пункты на реке отсутствуют.
Код объекта в государственном водном реестре — 02020000812102000003335.